# Sedem let pri beli kači
Sedem let pri beli kači je belokranjska ljudska pravljica
Pravljice prepuščajo otrokovi domišljiji, ali bo tisto, kar pripoved razkriva o življenju in človekovi naravi uporabil zase in kako. 

## Vsebina
Svoje dni je hodil majhen deček v gozd po drva. Nekega dne je šel mimo globoke jame, spolznilo mu je in je padel vanjo. V jami je bilo mnogo kač, a prva med njimi je bila kačja kraljica ali kačji lev, bela kača z blestečim demantom na glavi. Deček se je bal kač, vendar mu niso nič hudega storile. Naglo se jih je privadil, le lačen je bil. Videl pa je, kako ližejo kače neki kamen, pa ga je začel tudi sam lizati in ni bil več lačen. Tako je preživel v luknji med kačami sedem dolgih let. Ko je sedmo leto minilo, mu je kačja kraljica rekla:
»Sinko, ti bi šel rad domov, ali ne?«
»Seveda, rad bi šel domov,« ji je odgovoril deček, »samo ne vem, kako.«
»Ne skrbi za to,« mu je odvrnila kačja kraljica, »toda — gorje ti, če nas izdaš!«
Deček je prisegel kačji kraljici, da je ne izda, potem ji je sedel na rep in ona ga je vrgla iz jame.
Deček je šel vesel proti domu. Vsi domači so se mu zelo čudili, ker so mislili, da je že davno mrtev. Na vse načine so ga domači prosili in silili, naj jim pove, kje je bil toliko časa. Deček pa se je branil, dolgo časa se je branil, a ko oni le niso mirovali, jim je povedal, da je bil v jami pri kačji kraljici. Zdaj spet niso prej mirovali, dokler ni obljubil, da jim pokaže kačjo kraljico.
Šli so k jami. Deček je splezal na deseto bukev od jame in glasno zažvižgal. Zažvižgal je prvič — nič, zažvižgal je drugič — zopet nič, zažvižgal je tretjič — in iz jame se je prikazala kačja kraljica, bela kača z demantom na glavi. Žalostno je spregovorila:
»Sinko, sinko, zakaj si mi prisegel, da me ne izdaš?« — Potem je rekla navzočim, naj ji puste, da se še enkrat obrne. A ko se je obrnila, je podrla devetero bukev, le desete ni mogla, na kateri je čepel deček. Sreča njegova, da je splezal na deseto bukev, kajti drugače bi bilo po njem.

## Interpretacija

### Liki
V pripovedki je prisoten lik dečka. Zaradi njega se vrši dejanje. Kajti on pade v jamo h kačam in se od tam tudi reši. On pa je tudi tisti, ki premaga belo kačo na koncu. Lik kače se pojavlja v več pravljicah. V Slovarju slovenskega knjižnega jezika je razlaga kače, ki se uporablja 
kot slabšalni izraz: slabš. hudoben, zahrbten človek, zlasti 
ženska: prava kača je / kot psovka ti kača, izdajalska, 
starinsko pa: star. povest o jari kači in steklem polžu povest, ki je 
ni.
Poleg dečka in kače pa v povesti pasivno nastopajo še ostale kače in dečkovi domači.

### Analiza obravnave pravljice po Brunu Bettelheimu
Ljudska pravljica je po izvoru ljudska besedna umetnost (ljudsko slovstvo), po vsebini pa leposlovna literatura. 
Sedem let pri beli kači je pravljica, ki vsebuje prvine pravljičnih elementov - stopnjuje napetost (kako se bo deček rešil iz jame), ima zaplet (deček izda kačjo kraljico) in razplet je, kot se za tovrstne zgodbe spodobi, srečen (deček, ker je prebrisan premaga belo kačjo kraljico). V tradicionalni pravljici je junak poplačan, hudobno osebo, v tej pravljici naj bi bila to kača, pa doleti zaslužena usoda, tako da je v orokovi globoki potrebi po tem, da zmaga pravica zadoščeno.
Pojavlja se število sedem (let). Sedem je število dni v tednu, v pravljicah število sedem pogosto pomeni posamezne dneve v tednu, je pa tudi simbol vsakega dneva našega življenja. Po starodavnih verovanjih kroži okoli sonca sedem planetov, kar je tdui lahko razlog, da se število sedem tako pogosto uporablja v pravljicah.

### Analiza obravnave pravljice po Vladimirju J. Proppu
Pravljice je razdelil na čudežne, realistične in živalske pravljice. Funkcija dejanja lika je pogojena z njegovim pomenom za razvoj dogajanja. Sedem likov v ljudski pravljici pa predstavlja spremenljivke (pošiljatelj, sprejemnik, objekt, subjekt, pomočnik, nasprotnik, lažni junak). V tej pravljici nastopata ojekt in subjekt, objekt pa se na koncu spremeni v lažnega junaka. Enaintrideset funkcij predstavlja stalnice v pravljicah. 
Dogajanje se začne in konča na istem mestu, v gozdu. Na začetku, ko deček pade v jamo- junak oz. deček odide od doma in na koncu, ko domačim pokaže belo kačjo kraljico. Izhodiščna situacija pravljice je, ko deček pade v jamo in tam sreča belo kačo ter ostale kače in z njimi preživi sedem let. Čeprav mu le te ne želijo nič žalega si on vseeno želi domov. Deček je objekt, ki se bori proti subjektu v tem primeru kačam. Deček izhodiščno situacijo želi spremeniti, zato mu kača po sedmih letih le pomaga. Kača pa mu ob tem zabiča naj je ne izda. On pa jo vendarle izda, vendar pa ga pred pogubitvijo reši le to, da je sedel na deseti bukvi, kajti kača na koncu v jezi, ker jo je izdal podere devetero bukev. Deček postane lažni junak, saj je bolj prebrisan kot kača in zaradi tega preživi.
Književni liki po Proppu
Propp je prišel je tudi do sklepa, da so vse osebe v pravljicah, ki jih je analiziral lahko strukturira v 7 širokih tipov oseb. 
V pravljice Sedem let pri beli kači najdemo samo 4, še ti se prepletajo med dvema osebama:
1. Škodljivec: kače
2. Junak ali žrtev/junak iskalec: deček
3. Pomočnik: Bela kača
4. Lažni junak: deček

### Analiza pravljice
Pripovedovalec:
- tretjeosebni ali vsevedni ali avktorialni

Glavna književna oseba:
- neimenovan deček

Stranske književne osebe: 
- bela kača
- njegovi domači
- ostale kače

Dogajalni čas:
- sedem let

Dogajalni prostor:
- gozd
- jama

Značilnosti ljudskega slovstva:
- okrasni pridevniki, pomanjševalnice
- različice
- ustno izročilo
- neimenovani liki-tipi
- anonimnost
- pravljično število (sedem, devet...)
- dobro in zlo

Slogovne značilnosti pravljice:
okrasni pridevki:
- bela kača
- globoka jama
- bleščeč demant

pravljična števila
- sedem (dolgih let)
- devet (bukev)

simbolika barv
- bela: je barva novega, čistega, prvotnega. Je barva duše, proste telesa, duha, neobremenjenega s snovmi in barva bistvenega hranjenja, materinega mleka. Kjer je belo, je vse nepopisano. Bela je obljuba, da je dovolj hrane, da se stvari začenjajo na novo, da bo praznina napolnjena. Prav tako je simbol dneva in luči, vedenja, znanja, videnja, polne in najvišje zavesti, veselja, sreče, radosti, življenja, božanstva.

Motivi:
motiv izgubljenega dečka, motiv govorečega živalskega čudežnega pomočnika, motiv kače

## Tematsko podobne pravljice
- Sedem let pri beli kači (različica)
- Bela kača (različica)
- Bela kača s kronico
- S kačo se je oženil
- Deklica in Kač
- Deklica in kača
- Kačja dolina
- Jara kača
- Kačja devica

## Izdaje
- Ljudska:

Babica pripoveduje, leta 1967, Ljubljana: Mladinska knjiga 
Babica pripoveduje, leta 1973, Ljubljana: Mladinska knjiga 
Babica pripoveduje, leta 1979, Ljubljana: Mladinska knjiga 
Babica pripoveduje, leta 1980, Ljubljana: Mladinska knjiga (6 natisov; leta 1980, leta 1982, leta 1984, leta 1987, leta 1992, leta 1996) 
Babica pripoveduje, leta 1999, Ljubljana: Mladinska knjiga (4-je natisi; leta 1999, leta 2001, leta 2005, leta 2006) 
- Ljudska (1959): Slovenske narodne pravljice; ilustriral (visoka jedkanica) Miha Maleš. Ljubljana: Mladinska knjiga
- Ljudska (1965): Slovenske pravljice; zbral in uredil Alojz Bolhar. Ljubljana: Mladinska knjiga